# Museum of Spanish Colonial Art
Le Museum of Spanish Colonial Art est un musée américain à Santa Fe, au Nouveau-Mexique. Constitué à partir des collections de la Spanish Colonial Arts Society initiées en 1928, il est abrité dans la Laboratory of Anthropology Director's Residence, soit l'ancienne résidence du directeur du Laboratory of Anthropology, un bâtiment de 1930 dessiné par John Gaw Meem dans le style Pueblo Revival.